# Stephen Kelly (irlandzki piłkarz)
Stephen Michael Kelly (ur. 6 września 1983 w Dublinie) – irlandzki piłkarz występujący na pozycji obrońcy w Fulham.

## Kariera klubowa
Kelly urodził się w Dublinie w Irlandii jednak swoją zawodową karierę piłkarską rozpoczął w 2000 roku w angielskim Tottenhamie. Nie mógł się tam załapać od wyjściowego składu więc Koguty wypożyczyły go 31 stycznia 2003 do Southend United. Tam w ciągu niespełna 2 miesięcy wystąpił w 10 spotkaniach ligowych. Następnie został wypożyczony do Queens Park Rangers. Koszulkę The Hoops zakładał w 7 meczach. 24 września wypożyczony został do Watford. Występował tam do 24 grudnia. W tym czasie rozegrał tam 13 spotkań. Gdy Stephen wrócił na White Hart Lane zaczął częściej grać. W wiosennej części sezonu 2003/04 wystąpił w 11 meczach. Zaś w następnym już w 17. 28 czerwca 2006 przeszedł za sumę 750 tysięcy funtów do Birmingham City (kwota może wzrosnąć do 1,25 miliona w zależności od jego formy w Birmingham). Już w pierwszym sezonie był podstawowym zawodnikiem Blues. W sezonie 2007/08 był jedynym zawodnikiem w Premier League, który zagrał pełne 90 minut w każdym meczu swojej ekipy. W lutym 2009 roku Kelly został wypożyczony do Stoke City. Po rozegraniu w tym zespole sześciu spotkań, w czerwcu powrócił do Birmingham. Niedługo po tym Kelly podpisał kontrakt z Fulham. 11 stycznia 2013 roku podpisał kontrakt z Reading.

## Kariera reprezentacyjna
W latach 2003–2005 Kelly występował w młodzieżowej reprezentacji swojego kraju. W kadrze A zadebiutował w roku 2006. Łącznie w barwach narodowych wystąpił 11 razy.